# Vizcondado de San Miguel

Corona de vizconde

El Vizcondado de San Miguel ha sido un título nobiliario español que, con carácter de Vizcondado previo, la Corona ha otorgado en varias ocasiones antes de conceder una merced definitiva. En virtud de su naturaleza de vizcondado previo, éste ha revertido a la Corona cuando el título definitivo ha sido entregado al beneficiario.
El vizcondado de San Miguel, con carácter de vizcondado previo, ha sido otorgado al menos en las siguientes ocasiones: 
- El 12 de febrero de 1627, por el rey Felipe IV, mediante Real Carta de dicha fecha, a favor de Rodrigo de Vivero Aberrucia. Revirtió a la Corona cuando le fue entregado el título de conde del Valle de Orizaba, el 29 de marzo del mismo año.[2][3]

- En 1768, por el rey Carlos III, a favor de  Pedro María Romero de Terreros y Ochoa de Castilla, hasta que le fue entregado el título de conde de Santa María de Regla, el 7 de diciembre de 1768.[4]

- En 1777, por el mismo monarca anterior, a favor de Manuel Rodríguez de Pinillos y López Montero. Revirtió a la Corona cuando le fue entregada la merced de marqués de Selva Nevada, el 18 de enero de 1778.[5]

- En 1831, por el rey Fernando VII, a favor de Carlos-José Pedroso y Garro, hasta que le fue entregada la merced de conde de Casa Pedroso y Garro en 1832.